# Кулдешти (Алба)
Кулдешти (рум. Culdești) насеље је у Румунији у округу Алба у општини Видра. Oпштина се налази на надморској висини од 762 m.

## Становништво
Према подацима из 2002. године у насељу је живело 76 становника, од којих су сви румунске националности.